# Badestausee Rechnitz
Der Badestausee Rechnitz, auch Badesee Rechnitz, liegt im Faludital am Südhang des Günser Gebirges am Ortsrand der Marktgemeinde Rechnitz im Bezirk Oberwart im Burgenland.

## Geschichte
Der Beschluss zum Bau dieses ersten künstlichen Badestausees im Burgenland fiel im Jahr 1961. Er wurde mit Wasser aus dem Rechnitzbach gefüllt und 1964 für die Badegäste freigegeben.

## Beschreibung
Er ist etwa 300 Meter lang, hundert Meter breit und maximal sieben Meter tief. Gespeist wird der See vom Rechnitzbach, welcher beim Geschriebenstein entspringt. Das gesamte Badeareal hat eine Fläche von mehr als fünf Hektar.
Der See ist Ausgangspunkt zahlreicher Wanderwege durch den Naturpark Geschriebenstein. Am Seegelände steht den Gästen ein Campingplatz für Zelte und Wohnmobile zur Verfügung. Im Winter ist der zugefrorene See ein idealer Eislaufplatz.

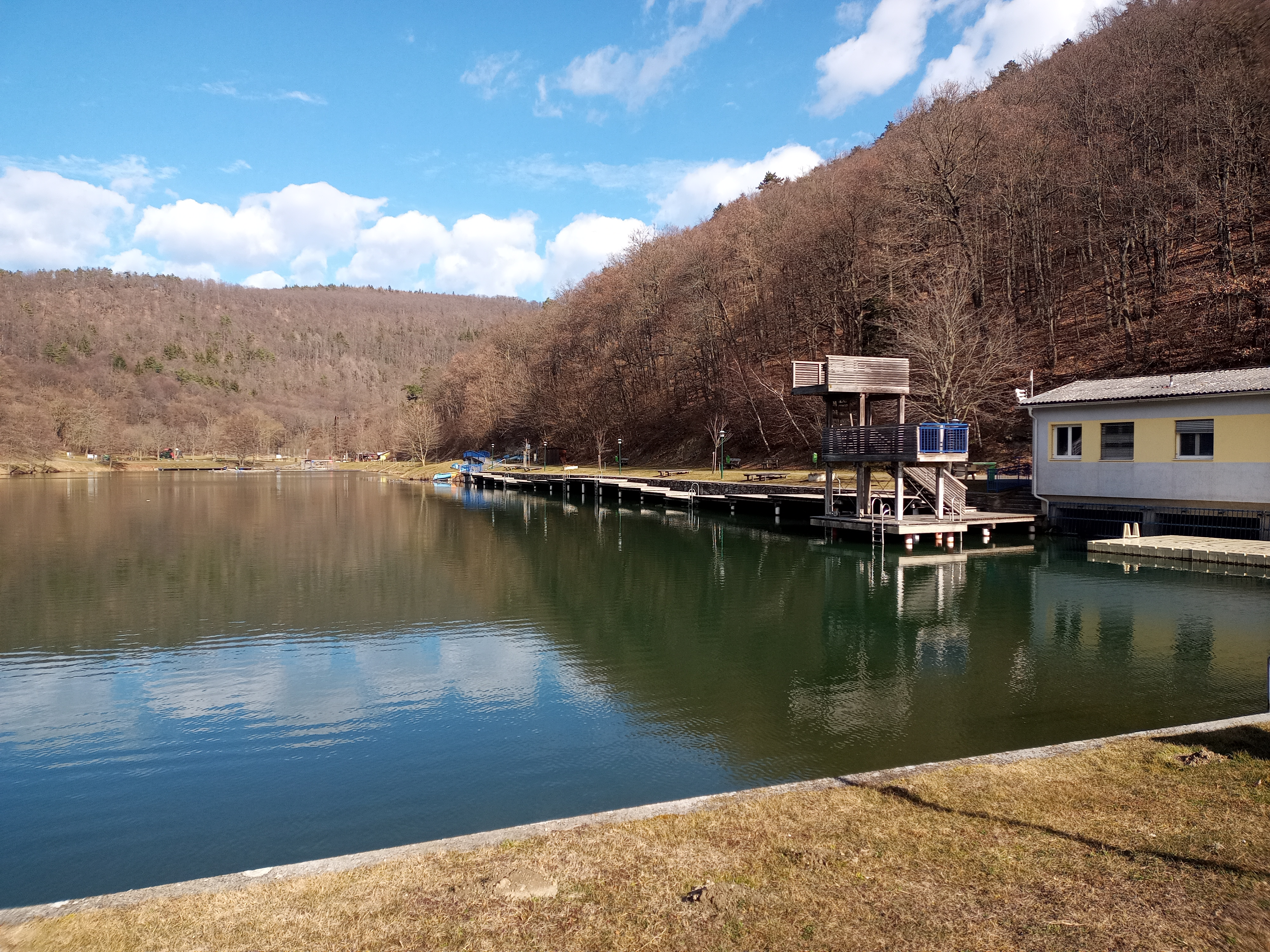
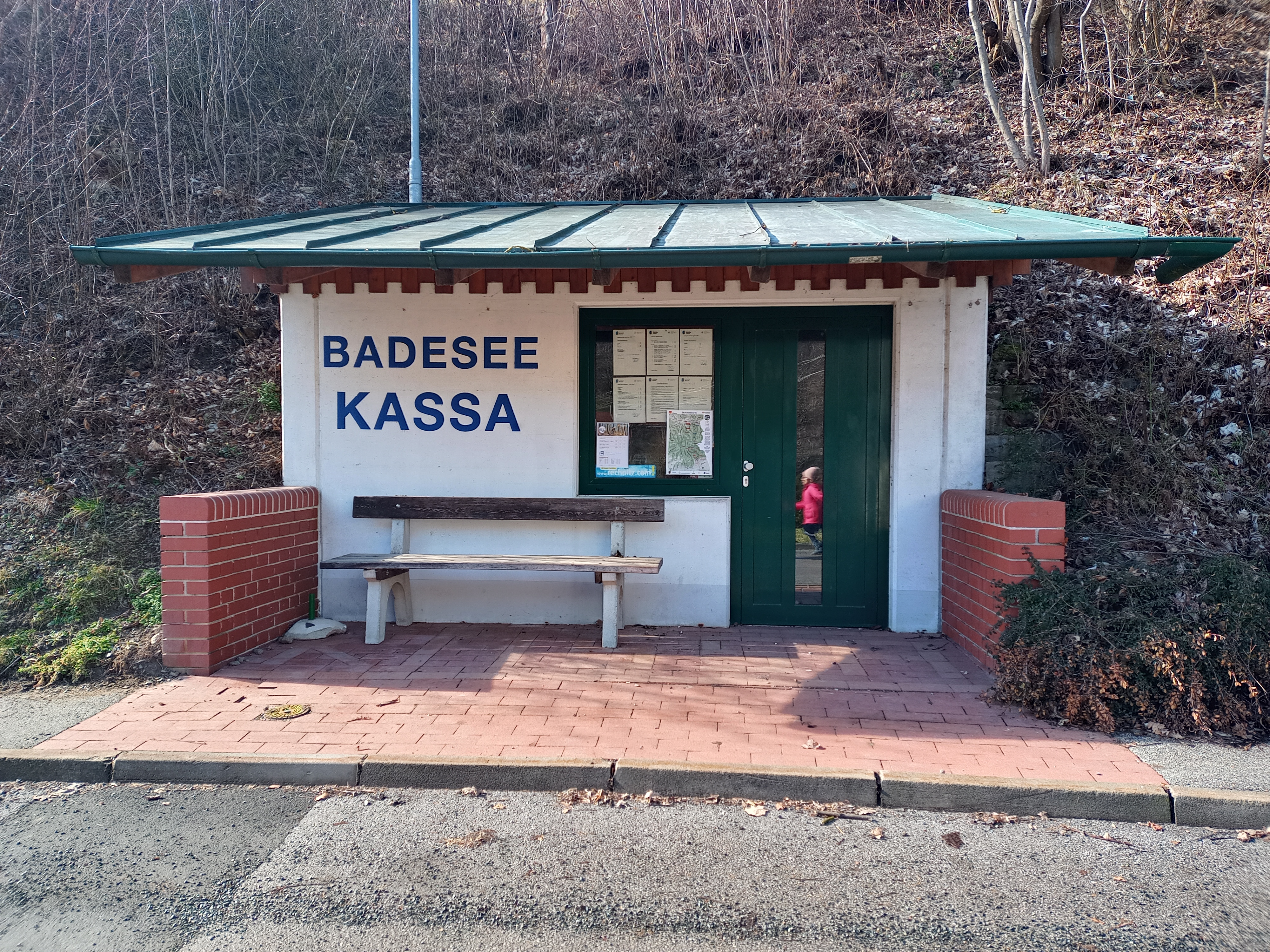
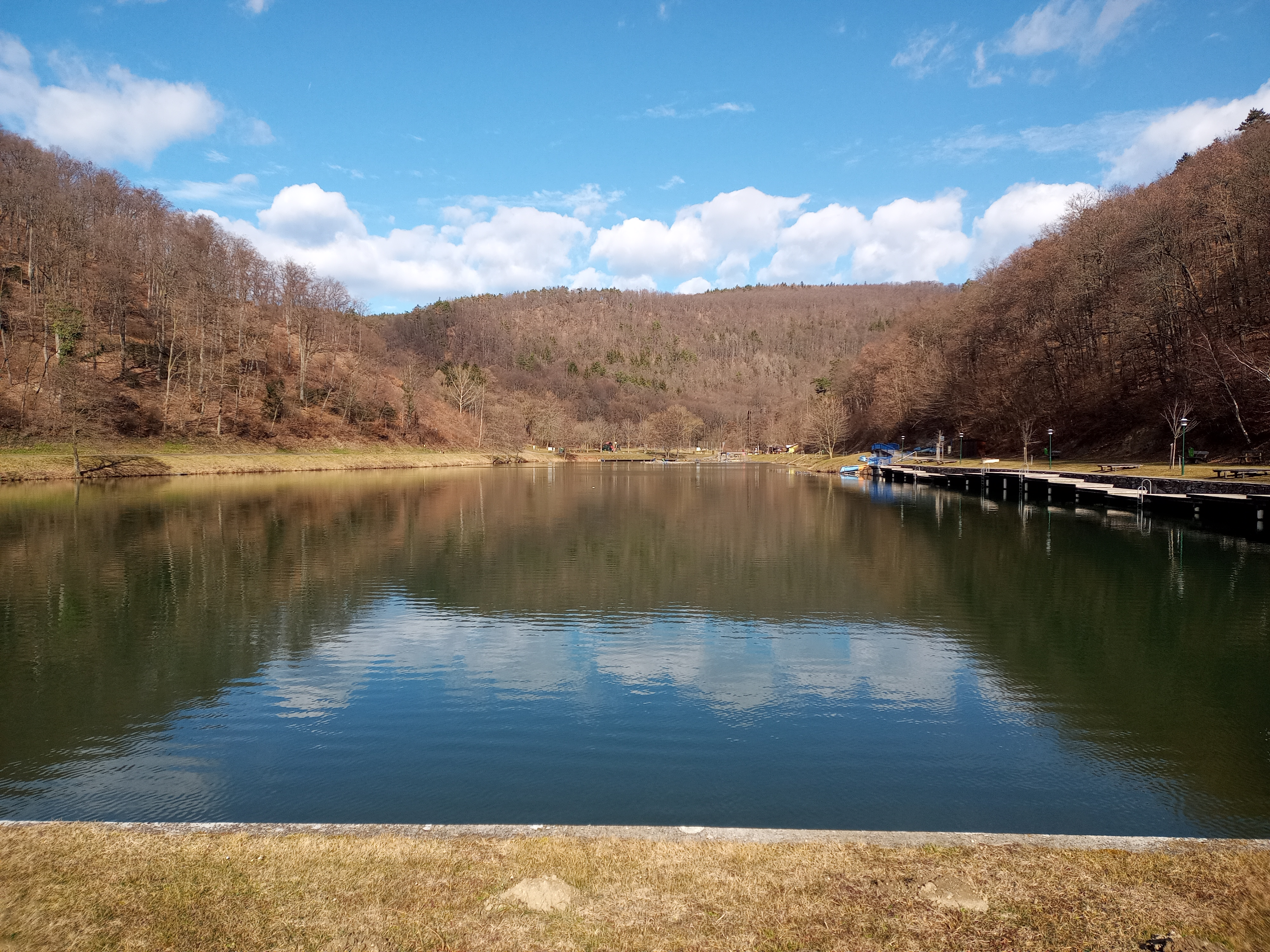